# 阿伊略内斯
阿伊略内斯，是西班牙埃斯特雷马杜拉巴达霍斯省的一个市镇。总面积22平方公里，总人口1144人（2001年），人口密度52人/平方公里。